# Daniela Maccelli
Daniela Maccelli (* 8. Dezember 1949 in Barberino di Mugello; † 27. November 2022 in Prato) war eine italienische Turnerin.

## Karriere
Daniela Maccelli nahm bei den Olympischen Sommerspielen 1968 an allen Geräten teil. Maccelli erzielte mit Platz 49 im Sprung-Wettkampf ihr bestes Resultat. 
Beruflich war Maccelli als Sportlehrerin in Prato tätig.